# Brachylomia viminalis
Brachylomia viminalis là một loài bướm đêm trong họ Noctuidae.

## Hình ảnh

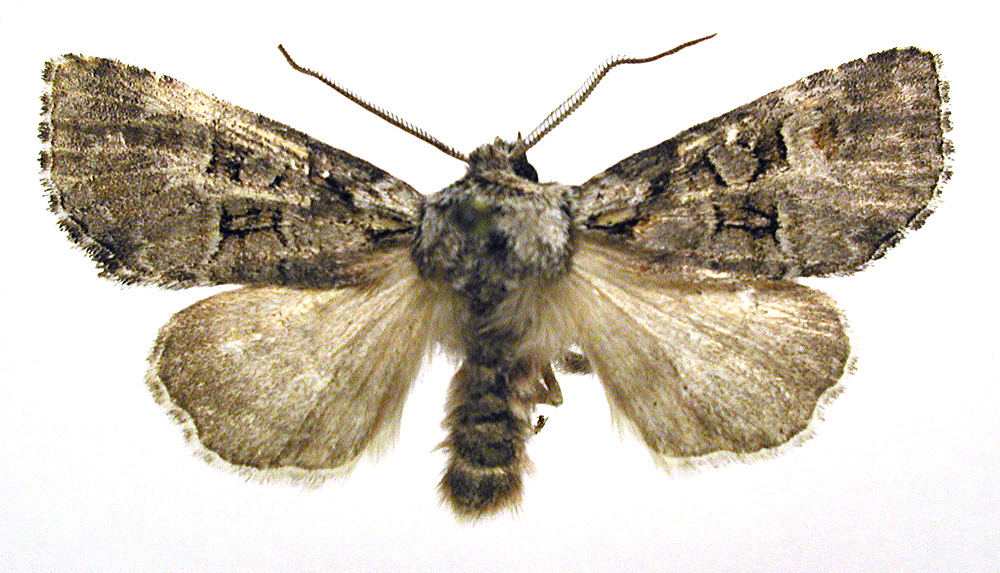
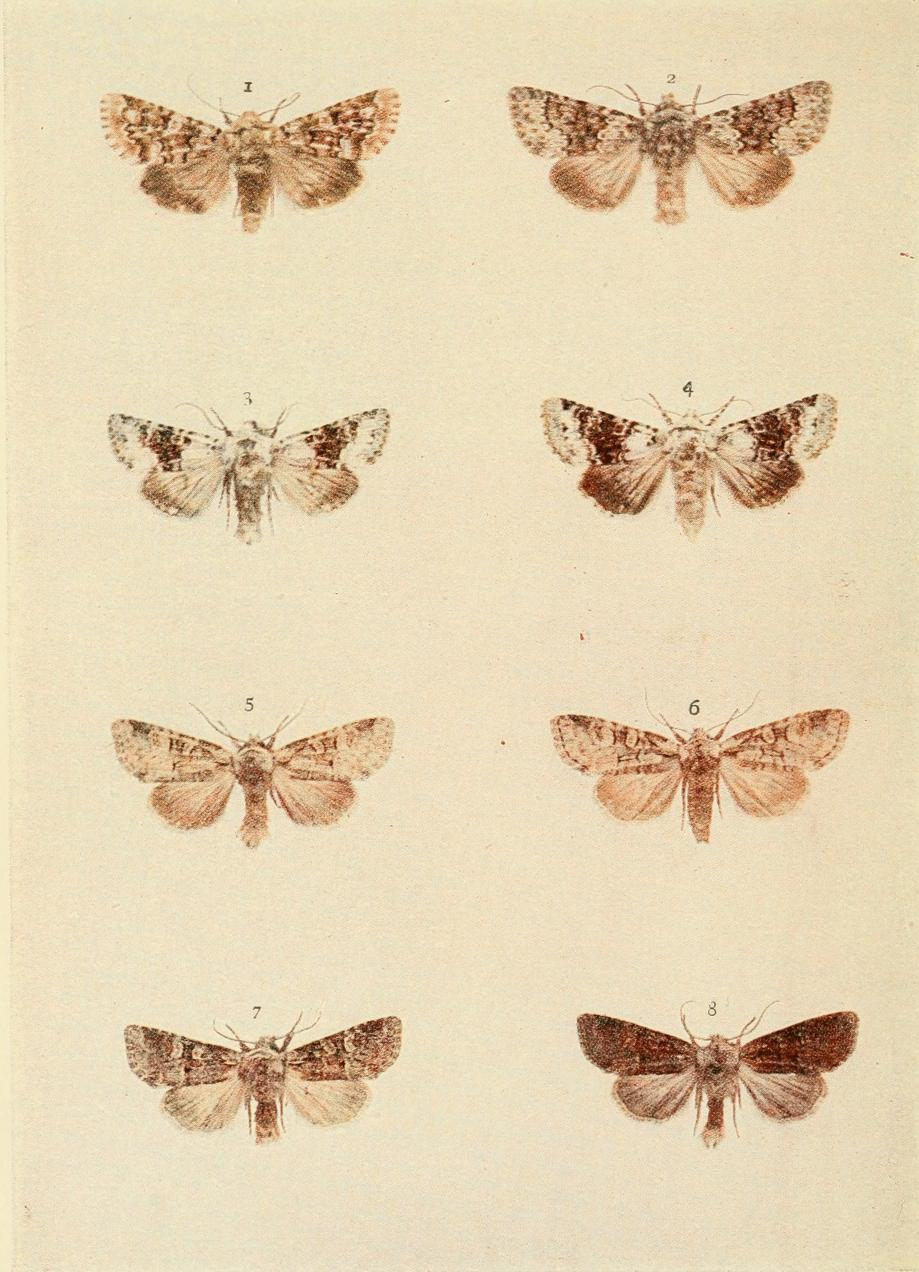